# Dara al-Kabira
Dara al-Kabira (tiếng Ả Rập: دارة الكبيرة) là một ngôi làng Syria nằm ở Kafr Nabl Nahiyah ở huyện Maarrat al-Nu'man, Idlib. Theo Cục Thống kê Trung ương Syria (CBS), Dara al-Kabira có dân số 692 trong cuộc điều tra dân số năm 2004.